# Leif Andrée
Leif Allan Andrée (født Leif Allan Johansson; 29. januar 1958 i Stockholm) er en svensk skuespiller. Han har for eksempel medvirket i film som Kaninmannen (1990), Hånden på hjertet (2000), Salmer fra køkkenet (2003) og Bang bang orangutang (2005), samt tv-serier som Rederiet, Beck, Skærgårdsdoktoren og Ægte mennesker.
Udover film og serier har Leif Andrée også været tilknyttet teatre som Riksteatern, Chinateatern og Stockholms stadsteater.

## Udvalgt filmografi
- Livsfarlig film (1988)
- Pigerne på taget (1989)
- 1939 (1989)
- Kaninmannen (1990)
- Black Jack (1990)
- Chefen fru Ingeborg (tv-serie, 1993)
- Tre kronor (tv-serie, 1994)
- Æg (1995)
- Sommeren (1995)
- Kalle Blomkvist - Mesterdetektiven lever farligt (1996)
- Pippi Langstrømpe (animationsfilm, 1997)
- Den sidste kontrakt (1998)
- En dag til i solen (1998)
- Rederiet (tv-serie, 1998)
- Eva & Adam (tv-serie, 1999)
- Julens hjälter (tv-serie, 1999)
- Skærgårdsdoktoren (tv-serie, 2000)
- Pelle Haleløs og den store skattejagt (2000)
- Hånden på hjertet (2000)
- Beck (tv-serie, 2001)
- Kaspar i Nudådalen (tv-serie, 2001)
- Bror min (kortfilm, 2002)
- Salmer fra køkkenet (2003)
- Raid (2003)
- Detaljer (2003)
- Hvis jeg vender mig om - en film om håb (2003)
- Lilla Jönssonligan på kollo (2004)
- Frøken Sverige (2004)
- Kim Novak badede aldrig i Genesarets sø (2005)
- Bang bang orangutang (2005)
- Mund mod mund (2005)
- Wallander (tv-serie, 2006)
- Anton som ingen ser (kortfilm, 2008)
- LasseMajas detektivbureau - Kamæleonens hævn (2008)
- Livet i Fagervik (tv-serie, 2008-2009)
- Nobels testamente (2012)
- Ægte mennesker (tv-serie, 2012-2014)
- Weekendfar (kortfilm, 2013)
- Bamse og Tyvenes by (animationsfilm, 2014)
- Bamse og heksens datter (animationsfilm, 2016)
- Bamse og kraftklokkerne (animationsfilm, 2018)
- Mord i Skærgården (tv-serie, 2020)
- Ridder Lykke (kortfilm, 2022)
- Af sporet (2022)
- Toppen (tv-serie, 2022)
- Den musikaliska spindeln (kortfilm, 2024)